# Vigy

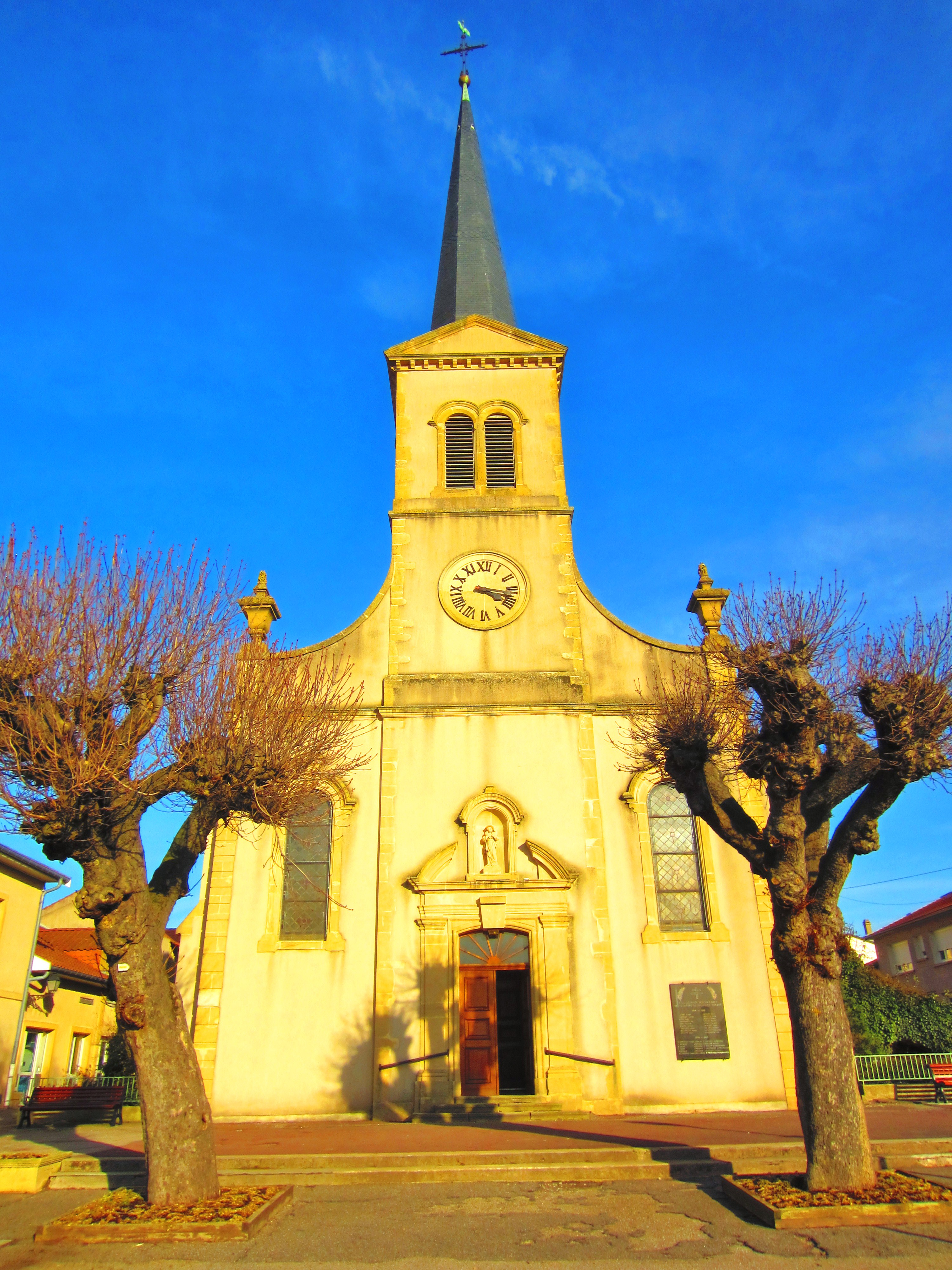
Kirche St. Leodegar

Vigy ist eine französische Gemeinde mit 1541 Einwohnern (Stand 1. Januar 2022) im Département Moselle in der Region Grand Est (bis 2015 Lothringen). Sie gehört zum Arrondissement Metz.

## Geographie
Vigy liegt am Oberlauf der Canner, etwa 18 Kilometer nordöstlich von Metz auf einer Höhe zwischen 213 und 324 m über dem Meeresspiegel, die mittlere Höhe beträgt 300 m. Das Gemeindegebiet umfasst 17,07 km². Im Südosten der Gemeinde befindet sich ein großes Umspannwerk.

## Geschichte
Der Ort wurde erstmals in merowingischer Zeit als Vigiacum erwähnt. Er gehörte zum Bistum Metz. Hugo, Domdechant an der Metzer Kathedrale, gab 721 der Abtei Sankt Arnulf seine Güter in Vigy. Am 12. Dezember 1635 wurde Vigy von den Spaniern verbrannt. Im Westfälischen Frieden 1648 kam der Ort an Frankreich.
Das Gemeindewappen zeigt heraldisch links die Symbolik der Benediktiner-Abtei Sankt Arnulf in Metz, die in Vigy begütert war. Der Adler ist das Emblem des Heiligen Johannes des Evangelisten, des früheren Schutzpatrons von Vigy.
Durch den Frankfurter Frieden vom 10. Mai 1871 kam die Region an das deutsche Reichsland Elsaß-Lothringen, und das Dorf wurde dem Landkreis Metz im Bezirk Lothringen zugeordnet. Am Ort gab es eine Mühle, eine Ziegelei und eine Gerberei. Nach dem Ersten Weltkrieg musste die Region aufgrund der Bestimmungen des Versailler Vertrags 1919 an Frankreich abgetreten werden und wurde Teil des Département Moselle. Im Zweiten Weltkrieg war die Region von der deutschen Wehrmacht besetzt.
In den Kriegsjahren von 1915 bis 1918 und von 1940 bis 1944 trug der Ort den deutschen Namen „Wigingen“.

### Bevölkerungsentwicklung
| Jahr      | 1962 | 1968 | 1975 | 1982 | 1990 | 1999 | 2007 | 2019 |
| Einwohner | 764  | 930  | 984  | 1123 | 1172 | 1278 | 1283 | 1741 |

## Sehenswürdigkeiten
- Kirche St. Leodegar
- Kapelle Notre-Dame-de-Rabas, einer Legende nach auf Befehl von Karl dem Großen angelegt und 1049 vom Papst Leo IX. eingeweiht, heute unter der Verwaltung des Klosters von Metz[3]
- Museumsbahn[4]
- Draisinenfahrten[5][6]
- Maislabyrinth

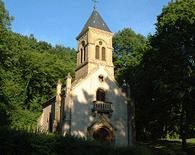
Kapelle Notre-Dame-de-Rabas
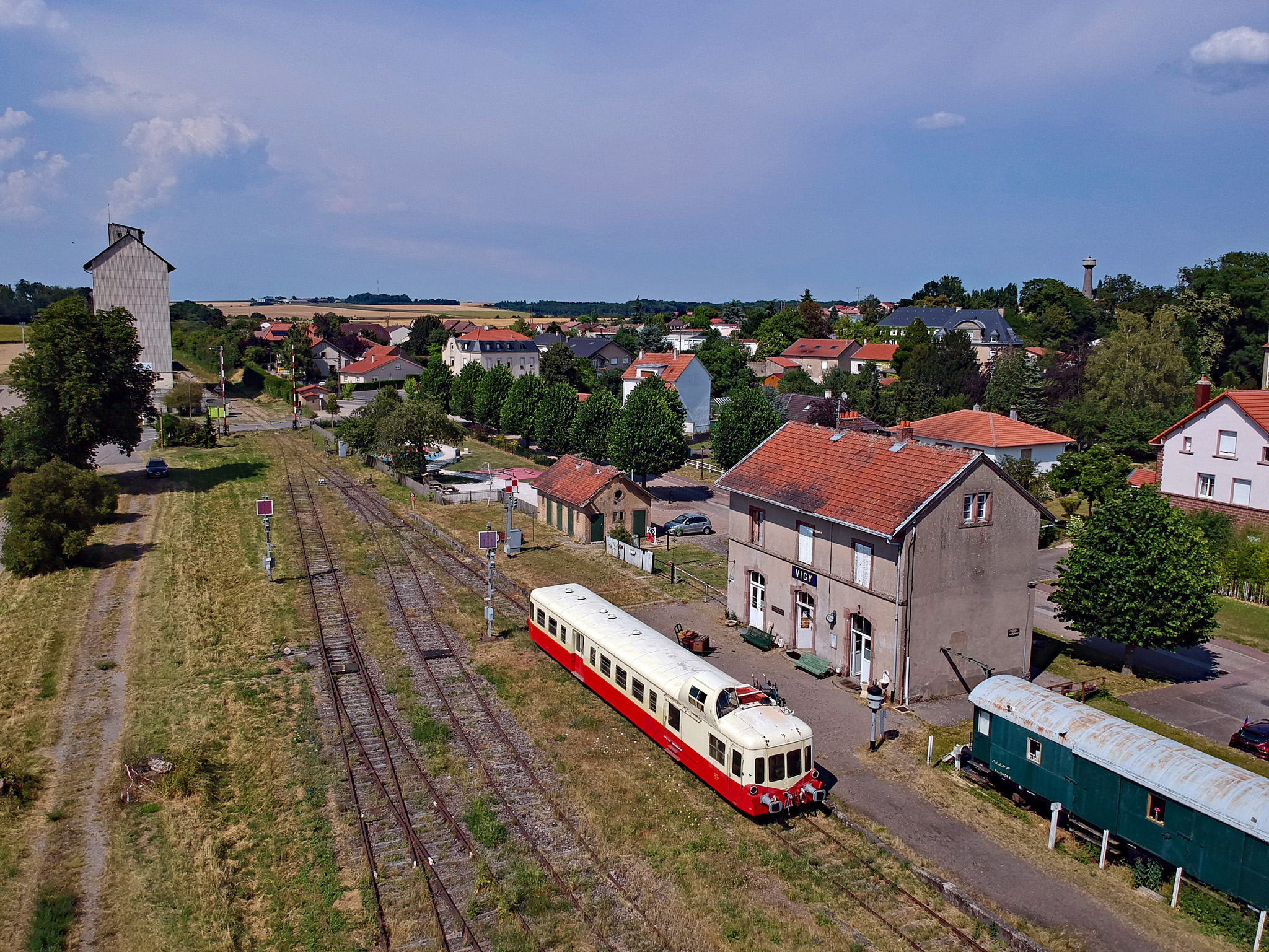
Bahnhof
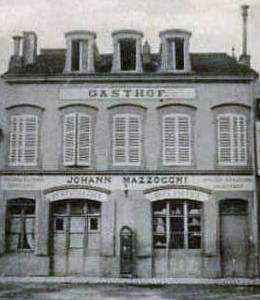
Gasthof, Café und Restaurant (Aufnahme 1901)
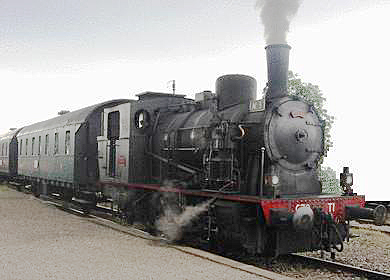
Museumseisenbahn Canner-Tal

## Partnergemeinden
- Mussidan, Frankreich
- Sourzac, Frankreich

## Verkehr
Vigy liegt an der Bahnstrecke Metz–Anzeling, die größtenteils stillgelegt ist.

## Belege
1. 1 2  Eugen H. Th. Huhn: Deutsch-Lothringen. Landes-, Volks- und Ortskunde, Stuttgart 1875, S. 305  (google.books.de).
2. ↑  Wappenbeschreibung auf genealogie-lorraine.fr (Memento vom 25. März 2016 im Internet Archive) (französisch)
3. ↑  Kapelle Notre-Dame de Rabas, auf bildindex.de
4. ↑  Museumsbahn Vigy, auf trierer-bahnbilder.de
5. ↑  Bildergalerie: Draisinenfahrten in Frankreich (FR) (Memento vom 4. März 2016 im Internet Archive), auf draisinenfahrten.de
6. ↑  Tour de Kultur 2006 (Memento vom 21. September 2012 im Webarchiv archive.today), auf sr-online.de